# تاج العارفين سلطان فيرق
السلطان تاج العارفين بن السلطان منصور شاه الأول هو سلطان فيرق الرابع الذي حكم من 1584 إلى 1594.  كان نجل سلطان فيرق الثاني سلطان منصور شاه الأول وشقيق السلطان أحمد تاج الدين شاه السلطان الثالث. 
يقع قبره في جزيرة سمت، منطقة سنجانغ، كوالا كانغسار. 
| سبقه أحمد تاج الدين شاه | سلطان فيرق 1584-1594 | تبعه علاء الدين شاه |